# رایشمانسهاوزن
رایشمانسهاوزن (به آلمانی: Reichmannshausen) یک منطقهٔ مسکونی در آلمان است که در بایرن واقع شده‌است. رایشمانسهاوزن ۴۹۱ نفر جمعیت دارد.